# Władimir Andriejew (szermierz)
Władimir Władimirowicz Andriejew (ros. Владимир Владимирович Андреев) – szablista reprezentujący Rosję, uczestnik igrzysk w Sztokholmie w 1912 roku, gdzie wystartował w indywidualnym i drużynowym turnieju szablistów oraz igrzysk w Paryżu w 1924 roku, gdzie był zgłoszony w indywidualnym turnieju szablistów, ale w nim nie wystąpił.